# ستيف جيمس (مخرج)
ستيف جيمس (بالإنجليزية: Steve James)‏ هو مونتير ومنتج أفلام وكاتب سيناريو ومخرج أمريكي، ولد في 8 مارس 1954 في هامبتون في الولايات المتحدة.

## وصلات خارجية
- ستيف جيمس على موقع IMDb (الإنجليزية)
- ستيف جيمس على موقع ألو سيني (الفرنسية)
- ستيف جيمس على موقع أول موفي (الإنجليزية)
- ستيف جيمس على موقع قاعدة بيانات الأفلام السويدية (السويدية)
- ستيف جيمس على موقع قاعدة بيانات الفيلم (الإنجليزية)
- ستيف جيمس على موقع كينوبويسك (الروسية)